# 皆殺しの數學
『皆殺しの數學』（みなごろしのすうがく）は、1992年4月からフジテレビの『JOCX-TV2』枠で放送された教養番組・バラエティ番組。全11回。

## 概要
秋山仁が聞き手との会話を通じて数学の問題を解説していた30分番組。行進する大量のキューピー人形や、ボンデージファッションの女性、キューピー人形で作られた地球儀等、刺激的な画面が見られた。

## 問題の例
学校で習う数学の証明よりはグラフ理論を用いる等、一般に知られていない数学や、簡単な理論で解説する傾向があり、例えば飛行機が北極周りで飛ぶ理由をリーマン幾何学を用いて説明した。
ラスロウ・ロバースの定理男m人と女n人が総当たりする際、必要なコンドームは何枚か？という問題。{\displaystyle {\frac {2}{3}}\min(m,n)+{\frac {1}{2}}\max(m,n)+(0or1)}
グラフ理論10人の男女について丸テーブルの席順を決める際、各々の友人（3人のうち2人）が隣になる席順はあるか？という問題。友人関係を六角形・三角形・中心1点のグラフにまとめ、一筆書きできるかどうかの問題に置き換える。次に隣同士が同じ色にならないように、それらの点を2色に分ける。それぞれの色で点の数が同じなら席順はあり、違えば満足する席順は無いことになる。
樹形図相撲の優勝決定戦で、2連勝する確率は平等か？という問題。平成2年春場所の巴戦では霧島が、平成6年春場所では曙が控えに回った。結果はそれぞれ北勝海、曙の優勝となった。解答は、実力が全く互角と仮定すると、控えにまわった力士の確率が若干低くなる。
確率テレビ番組の会場に集まった人に 浮気調査をする場合、どんな方法が良いか？という問題。コインを投げさせて、1.表なら無条件に挙手、2.裏なら正直に、というルールにしておき、質問すると何%の人が浮気しているかが分かる。
四色定理ある白地図を塗り分ける際、必要な色の数はいくつか？という問題。

## 数学者の人生
数学者の業績を紹介するコーナー。第1～6、10回は2人、第7～9、最終回は1人の紹介となっている。
その1 タレス
対頂角が等しい、二等辺三角形の二つの底角は等しい等の定理が有名。天文学者でもあった彼は星を眺めながら歩き、どぶにはまった。
その2 ヒエロニモ・カルダノ
カルダノの公式で知られる。占い師としても有名な彼は、自分が死ぬ日を運勢表から1576年9月21日と予想し的中させた。その死因は自殺だった。
その3 ウィリアム・ハミルトン
ハミルトンの原理を確立。1843年四元数を発見。晩年はアルコール中毒となり、部屋中に汚れた皿や紙くずが散乱していた。その酒の染みた紙くずには、誰にも読めない数式がたくさん書かれていた。
その4 ガロア
代数方程式の代数的な解の存在の研究、ガロア理論を確立。21歳の時、決闘の前夜に書かれた最後の文書には、余白に「時間がない、もう時間がない」と書かれていた。
その5 ガスパール・モンジュ
1746年フランスに生まれ、幾何学、変微分方程式の解法等の分野に多くの業績を残し画法幾何学を完成させた。1789年革命政府の海軍大臣になり、その後伯爵に任ぜられた。ブルボン王朝が復活したパリの貧民窟に元ジャコバン、元海軍大臣、元数学者の蹌踉たる姿があった。その口元から流れるのはラ・マルセイエーズのメロディーであった。
その6 ジョゼフ・フーリエ
純粋数学、応用数学の双方から画期的な研究とされる熱の解析的理論を1822年に発表。有名なフーリエ級数の理論もこれに含まれている。ナポレオンのエジプト遠征に同行したフーリエは灼熱の中で施策する奇癖ができ、夏でも締め切った部屋の中で体中に真綿を付けて包帯で巻き、やっとユークリッド並みの施作が可能になった。その時考えだしたのが、熱の解析的理論であった。
その7 ヨハネス・ケプラー
1571年ドイツのヴュルテンベルク州ヴァイルに酒場の子として生まれる。ケプラーの法則により天文学者として有名であるが、数学者としても立体、回転体の体積を求める方法を研究し幾何学に影響を与えた。1630年11月15日一人の老人が貧困の末、木賃宿でその生涯を終えた。名を知るものはなかったが荷物の中の著書からケプラーと知れた。
その8 アンリ・ポアンカレ
解析学、数理物理学、天体力学等広い分野に多くの書物と1500の論文を残した。ポアンカレの理論は、微分方程式の定性的理論と呼ばれ20世紀の花形となる位相幾何のスタートとなった。放心癖のあったポアンカレは客が来た時考え事をしながら「これから客に会わねばならん、面倒な事だ」とその客に向かって話しかけ考え事を続けていた。
その9 ルネ・デカルト
西暦1596年フランスに生まれる。解析幾何学の発見者の一人として知られ、マイナスの数の概念を近代数学に取り入れる事に成功する。元々病弱なデカルトは、毎日昼まで寝ていた。しかし、若い女性と結婚したので無理をして早起きをする事にした。その為に肺炎になり、死んでしまった。
その10 ダフィット・ヒルベルト
西暦1862年ケーニヒスベルクに生まれる。幾何学基礎論、代数的整数論、ポテンシャル論、数学基礎論等多くの分野で活躍し、20世紀最大の数学者と言われる。ヒルベルトは毎日大きな穴の開いたズボンを穿いて教壇に立っていた。ある学生がそれを指摘すると彼は「ああ、この穴なら前の学期から開いているよ」と涼しい顔で答えたという。
その11 ブレーズ・パスカル
西暦1623年フランスに生まれる。16歳の時に大著「円錐曲線試論」を書きその中で射影幾何学の重要定理であるパスカルの定理を証明した。35歳の時、虫歯になり夜も眠れない歯痛に悩まされた。あまりにも痛いので寝るのを辞めて勉強を始めた。おかげで彼はサイクロイドに関する重要な発見をする事ができた。
その12 レオンハルト・オイラー
西暦1707年スイスに生まれる。無限解析入門、微分学講義等、大著を次々と発表。オイラーの円、オイラーの線、オイラーの定理、オイラーの公式、オイラーの定式、オイラーの定数、オイラーの方程式等々、オイラーと名の付く数式は数知れない。1783年、子供達に「もう死ぬよ」と告げた後、オイラーは発作で死んだ。
その13 カール・グスタフ・ヤコブ・ヤコビ
19世紀数学の主題の一つであった楕円関数論や行列式等に多くの貢献をした。「数学等やると若死にする」と言う医師の勧めに従い、44歳で政治家として立候補するが落選。妻に子供が7人。ヤコビは友人の情けにすがって命をつなぐ事になった。そして、47歳になったばかりで死亡。ただし、その死は数学の為ではなく天然痘であった。
その14 アイザック・ニュートン
17世紀最大の数学者の一人と言われ、微分積分学の思想を発展させた。1687年天文学・力学上の発見を「自然哲学の数学的原理」として出版。逆二乗則の先主権を主張するフックとの間に壮烈な戦いを展開した。ニュートンは生涯に渡って何時如何なる所でもぽけーっとしていた。卵と間違えて時計を茹で、ズボンをはくのを忘れて役所に行った。
その15 リヒャルト・デーデキント
1831年、ガウスの生誕地として有名なドイツのブラウンシュヴァイクに生まれる。 解析学の基礎である無理数論、代数的整数論に置いて重大な貢献をする。デーデキントはその業績が余りに偉大だった為、伝説的な存在となってしまい多くの人からもう死んでしまったものと思われていた。事実、彼の死が初めて暦に印刷されたのは死ぬ12年も前の事であった。
その16 ベルンハルト・リーマン
1826年ドイツの寒村に生まれる。リーマン面の考案により代数関数論を完成させた。所謂、リーマン幾何学の創始者である。14歳の頃クラスで仲間外れにされ孤独な日々を送った。そんな時の唯一の慰みは故郷の両親へ贈り物をする事だった。その贈り物の中には彼が考案した手作りの独創的な万年暦があった。
その17 ジョージ・ブール
1815年イギリスリンカン市に靴直しの子として生まれる。20代で不変式論を発見。39歳の時「論理と確立の数学的な理論の基礎になる思考法則の研究」という数学界における不朽の名著を刊行。50歳の時、熱弁を振るった講義の帰り道、雨でびしょ濡れになった事が元で肺炎にかかり死ぬ。ブールは自分が偉大な仕事を成し遂げた事を充分自覚しながら死んだ。
その18 秋山仁
1946年東京に生まれる。グラフ理論、組合せ理論の分野で世界的な功績を残す。若い頃はルンペン生活をしていたが後年その特異な風貌を活かしタレントとして活躍した。ある時、道行く人に「よくあんな変な格好してテレビに出れますね」と問われた秋山は「馬鹿者！わしは数学を世に広めるために恥を忍んであんな格好をしているのだ」と答えたという。別に彼は死んではいない。

## 出演者・スタッフ
- 出演：秋山仁
- ナレーター：西牟田恵
- 聞き手：Chizuru
- 企画：河野雄一、小川晋一、碓井広義
- 構成・プロデューサー：田口賢司
- 撮影：鈴木淳
- VE：井納吉一、関根泰造
- 音声：吉田登、奥山東宣宏
- 照明：石田厚、平本孝浩
- AC：菊地三奈美
- 照明助手：大沼静
- 効果：大山豊
- 編集：二宮嘉郎
- MA：大塚大
- 技術協力：IMAGICA
- アートディレクター：吉谷博光
- 美術：富田薫
- コスチューム作成＆スタイリング：青木節子、大場ゆかり、榎本久実、青木麻里
- ヘア＆メイク：JET、山田公、茅根裕己、田中勇輝
- モデル：フォードモデルジャパン
- コーディネート：佐藤妙子
- 広報：森隆志
- 制作補：高橋みほ
- 演出補：松葉直彦
- 演出：倉岡恭一、佐藤善木
- 制作：フジテレビ、テレビマンユニオン

## テーマ曲
- 『IGNEOUS EJACOLATION』 - NAKED CITY
- 『HAMMERHEAD』 - ジョン・ゾーン

## 関連書籍
- 『皆殺しの數學』秋山仁著 1994年9月15日初版 KKベストセラーズ発行 (ISBN 4-584-00915-5, ISBN 978-4584009154)

| フジテレビ 水曜25:10枠 | フジテレビ 水曜25:10枠 | フジテレビ 水曜25:10枠 |
| 前番組                 | 番組名                 | 次番組                 |
| ---------------------- | ---------------------- | ---------------------- |
| アメリカの夜           | 皆殺しの數學           | the American Guitars   |